# Touget
Touget é uma comuna francesa na região administrativa de Occitânia, no departamento de Gers. Estende-se por uma área de 17,72 km². Em 2010 a comuna tinha 525 habitantes (densidade: 29,6 hab./km²).